# پرالونگو
پرالونگو (به ایتالیایی: Pralungo) یک کومونه در ایتالیا است که در استان بیه‌لا واقع شده‌است. پرالونگو ۷٫۲ کیلومتر مربع مساحت و ۲٬۷۳۴ نفر جمعیت دارد و ۵۵۴ متر بالاتر از سطح دریا واقع شده‌است.